# Spinixestus benderanus
Spinixestus benderanus is een hooiwagen uit de familie Assamiidae.